# Линден, Эрик
Эрик Линден (англ. Eric Linden, 15 сентября 1909 — 14 июля 1994) — ведущий актер Голливуда в 1930-х годах, появившийся в больше чем 30 кинофильмах.

## Биография
Линден родился в Нью-Йорке в 1909 году, его родители были шведами. Там же в Нью-Йорке он начал свою карьеру как актер.
Сыграл небольшую роль в фильме «Унесённых ветром» (1939), а также роли в таких кинофильмах, как «Это наши дети?» (1931) и «Ах, какая глушь» (1935).

## Награды
За свой вклад в развитие киноиндустрии Эрик удостоен Звезды на Голливудской Аллее Славы. Её номер — 1648.